# Bundesautobahn 656
Pour les articles homonymes, voir A656 et Autoroute A656.
La Bundesautobahn 656 est une Bundesautobahn dans le Land de Bade-Wurtemberg.

## Géographie
L'A 656 mène de la sortie de Mannheim-Neckarau à l'échangeur autoroutier de Heidelberg.  La longueur initiale du parcours était de 14,8 km de 1935 à 1990.